# Don Quijote y Sancho Panza (Daumier)
Don Quijote y Sancho Panza es un cuadro del pintor realista francés Honoré Daumier. Fue ejecutado hacia el año 1868 y se trata de un óleo sobre lienzo con unas dimensiones de 52 cm de alto por 32,6 cm de ancho. Se conserva en la Neue Pinakothek de Múnich, Alemania.
Es una de las obras realizadas por Daumier en la época del segundo imperio, de inspiración literaria. Hizo numerosas pinturas y dibujos con Don Quijote, solo o con Sancho Panza, unos 25 óleos, acuarelas y una serie de dibujos al carboncillo. Daumier consideraba el personaje de Don Quijote como un marginado idealista en el que el propio pintor se veía reflejado.
El centro del cuadro está ocupado por Don Quijote, sobre su caballo, formado por manchas de color, sin que se le distinga un rostro; tanto él como Rocinante están muy flacos y estilizados, hasta la deformación anatómica, pareciendo más una caricatura que un dibujo; el Quijote lleva una lanza. Sancho Panza es una sombra que se ve a lo lejos, en el horizonte, recortado contra el cielo de color azul intenso, formando parte del paisaje árido.